# Carl Peter Hägerström
Carl Peter Hägerström, född 1 december 1798 i Flistads församling, Östergötlands län, död 1 december 1863 i Östra Tollstads församling, Östergötlands län, var en svensk präst.

## Biografi
Carl Peter Hägerström föddes 1798 i Flistads socken. Han var son till rusthållaren Johan Carl Hägerström och Catharina Lindstrand. Hägerström blev 1817 student vid Uppsala universitet och prästvigdes 2 december 1821. Han blev 5 september 1832 lärare vid Ebersteinska skolan i Norrköping och var tillika pastorsadjunkt i Norrköpings Hedvigs församling 1833. Hägerström blev 21 juni 1838 komminister i Herrberga församling, tillträdde 1840 och blev 22 november 1854 komminister i Appuna församling, tillträdde 1856. Han avlade pastoralexamen 1855 och blev 8 mars 1858 kyrkoherde i Östra Tollstads församling, tillträde 1861. Hägerström avled 1863 i Östra Tollstads socken.
Hägerström var predikant vid prästmötet 1853.

### Familj
Hägerström gifte sig 1 oktober 1833 med Hedvig Charlotta Hamlin (1806–1886), dotter till handlanden P. Hamlin i Norrköping. De fick tillsammans barnen kyrkoherden Karl Fredrik Teodor Hägerström (född 1834) i Örberga församling och tidningsmannen Per Johan Ferdinand Hägerström (1844–1898).